# Magazzino

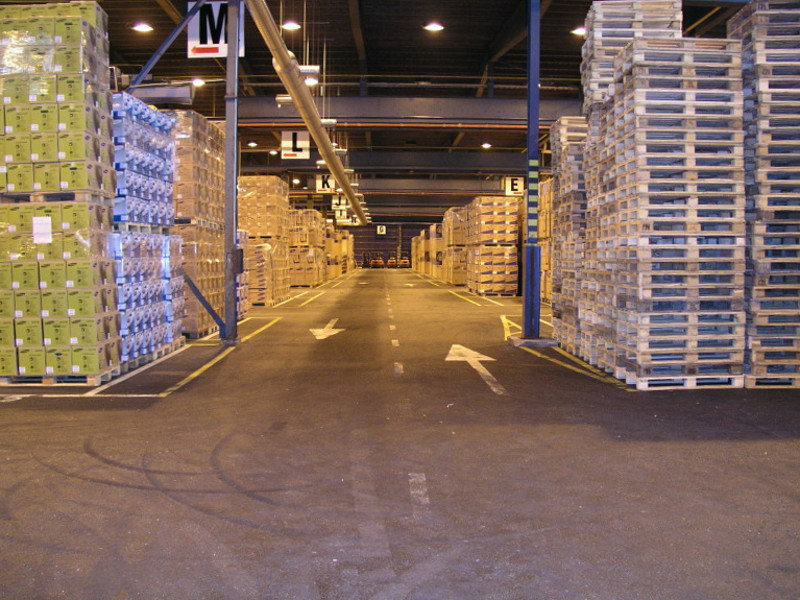
Vista dell'interno di un magazzino

Il termine  magazzino (dall'in arabo ﻣﺨﺰﻥ‎?, makhzan, plur. makhāzin, che significa "deposito", dalla radice araba <kh-z-n>, "difendere, preservare") indica quella struttura logistica in grado di ricevere merci, conservarle e renderle disponibili per lo smistamento, la spedizione e la consegna.
In contabilità si utilizza il termine magazzino per la gestione delle scorte aziendali.

## Storia e rivoluzione industriale

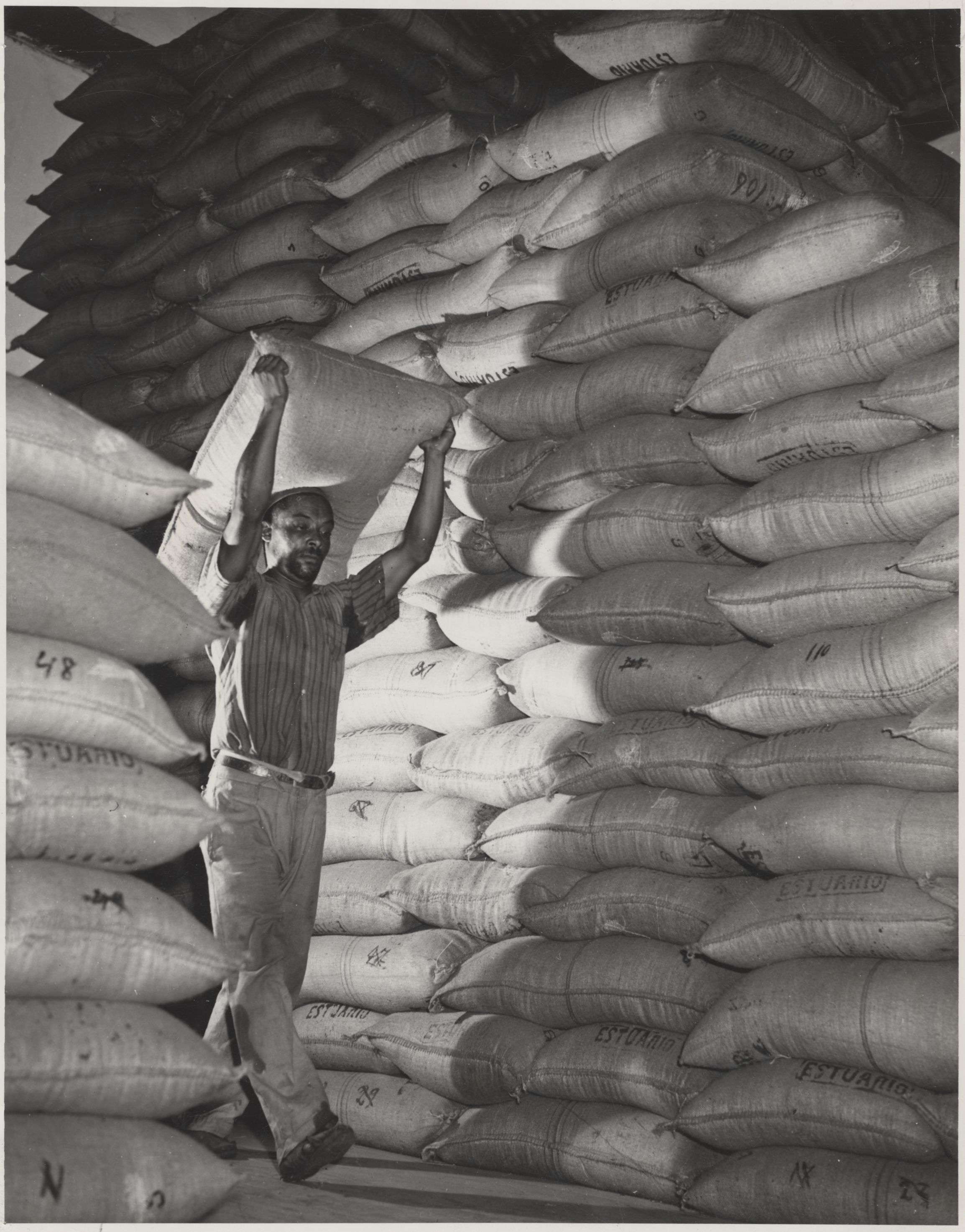
Magazzino di caffè nel 1961

## Principali tipologie di magazzino

### Magazzino interno all'azienda
Il magazzino interno ad una azienda viene definito anche in conto proprio, dove vengono ricevute le materie prime in entrata e dove vengono poi posizionati i prodotti finiti in attesa di spedizione o di lavorazione. Ogni articolo di magazzino è contrassegnato da un codice articolo, una descrizione, una quantità, a volte anche da una locazione (che può essere a sua volta costituita dal numero di scaffali, dal ripiano dello scaffale e da altre informazioni utili a reperire nel minor tempo possibile l'articolo; il magazzino interno può essere diviso anche in zone).
Esistono anche tipi di magazzini completamente o parzialmente automatizzati, in grado di catalogare, imballare e disporre i pezzi da mettere in magazzino.

### Cross-docking
Oltre ai magazzini propriamente detti, che prevedono lo stoccaggio della merce e la successiva distribuzione, vi sono anche i cosiddetti cross-docking points: questi ultimi prevedono che tutta la merce entrante nel magazzino esca in giornata, non occupandone gli scaffali. Ciò è utile, ad esempio, nel caso di merci fresche o di beni dalla rapida deperibilità, i quali necessitino di arrivare il più velocemente possibile a valle, presso i dettaglianti.

### Magazzino in conto terzi
Si tratta del magazzino posseduto da operatori della logistica, spedizionieri e altre aziende di trasporto, dove le merci vengono depositate provvisoriamente in attesa di carico sui mezzi di trasporto.
Esistono anche tipi di magazzini completamente o parzialmente automatizzati, in grado di catalogare, imballare e disporre i pezzi da mettere in magazzino.

### Magazzino doganale
È il magazzino pubblico, gestito da società abilitate ed autorizzate, ma sotto il controllo della dogana dove i materiali in arrivo da Stati esteri non appartenenti alla CEE vengono custoditi in attesa dello svolgimento delle regolari operazioni doganali.

### Magazzino mobile
È una soluzione logistica che non prevede opere murarie, ma generalmente è una copertura, un tunnel o un capannone costituito principalmente da acciaio inox e pvc e che può essere all'occorrenza montato e smontato. Un magazzino mobile è principalmente utilizzato nel settore agrario per lo stoccaggio di sementi, prodotti e macchinari, ma anche nelle industrie in genere per aumentare lo spazio coperto per lo stoccaggio delle merci in attesa del carico e scarico.

## Il magazzino nella contabilità

### La giacenza di magazzino in dettaglio
Una quantità maggiore di 0 per un codice articolo costituisce una giacenza di magazzino. 
La disponibilità di un articolo viene invece data dalla differenza tra il numero di articoli in giacenza ed il numero di articoli impegnati. L'articolo, infatti, può essere effettivamente disponibile o può essere già impegnato per un ordine. Se il numero di articoli impegnati è maggiore del numero di articoli in giacenza la disponibilità risulta essere negativa ed andrà generato un ordine di acquisto a fornitore oppure un ordine di produzione, che pareggerà il numero di giacenze con il numero di impegnati.
La valorizzazione delle giacenze di magazzino deve tener conto del fatto che all'interno di una singola giacenza possono esserci oggetti acquistati in momenti diversi e quindi anche con costi diversi. Per la valorizzazione si possono seguire diverse tecniche, tra cui le più comuni sono quelle a costo specifico, a costo standard, a costo medio ponderato, FIFO (first in - first out), LIFO (last in - first out) continuo,  LIFO annuale a scatti.

## Gestione del magazzino

### Benefici derivanti dal magazzino
Oltre a stoccare le merci, consentendo di disaccoppiare produzione e consumo, il magazzino permette anche di sfruttare economie di scala nei trasporti, effettuando consegne congiunte di prodotti presso i dettaglianti ed utilizzando mezzi di trasporto più adatti alla consegna nel tragitto dal magazzino ai centri di distribuzione (ad esempio, si possono utilizzare tir o treni per portare la merce dal produttore al magazzino, mentre furgoncini daily (di piccola dimensione per consegne frequenti ed episodiche) per effettuare piccole consegne dal magazzino ai clienti).
I magazzini, inoltre, da un punto di vista statistico permettono "variability pooling": considerando la domanda dei clienti una variabile casuale, è possibile bilanciare la variabilità di tale domanda facendo arrivare una quantità aggregata di merce minore di quella che si sarebbe dovuta ordinare considerando la variabilità della domanda di ogni singolo negozio (la somma delle varianze delle domande è inferiore al quadrato della somma delle singole deviazioni standard della domanda).

### Svantaggi derivanti dal magazzino
Il magazzino è una utilità, ma di per sé non produce utile. Occorre considerare infatti che i materiali a magazzino sono potenzialmente una immobilizzazione di capitale, quindi se si verifica una aumentata agilità e versatilità produttiva o di approvvigionamento, ed una altrettanto agile possibilità di erogazione in uscita dei materiali, il magazzino può essere drasticamente ridimensionato, o al limite annullato, producendo di fatto notevoli risparmi di spazi impegnati e di materiali immobilizzati.
In sintesi un largo disaccoppiamento tra i tempi della produzione (o quelli di approvvigionamento) e i tempi di consumo può essere comodo, ma è costoso. Le condizioni di ridimensionamento qui descritte però esulano dalla stretta gestione di magazzino, ma dipendono da logistiche esterne a questo.

### Tipologie di gestione
Esistono numerose tecniche per una gestione efficiente del magazzino al fine di ridurre le scorte:
- Reorder point: (punto di riordino) tecnica per calcolare il momento in cui effettuare un ordine di ripristino delle scorte
- Lotto economico: per calcolare quanto è più conveniente ordinare

E altre tecniche per la gestione dei magazzini in una catena di distribuzione:
- Inventario gestito dal venditore
- Continuous Replenishment
- Pianificazione collaborativa, previsione e rifornimento (CPFR)